# Municipio de Norway (condado de Humboldt)
El municipio de Norway (en inglés: Norway Township) es un municipio ubicado en el condado de Humboldt en el estado estadounidense de Iowa. En el año 2010 tenía una población de 371 habitantes y una densidad poblacional de 3,96 personas por km².

## Geografía
El municipio de Norway se encuentra ubicado en las coordenadas 42°41′17″N 94°1′51″O / 42.68806, -94.03083. Según la Oficina del Censo de los Estados Unidos, el municipio tiene una superficie total de 93.75 km², de la cual 93,75 km² corresponden a tierra firme y (0 %) 0 km² es agua.

## Demografía
Según el censo de 2010, había 371 personas residiendo en el municipio de Norway. La densidad de población era de 3,96 hab./km². De los 371 habitantes, el municipio de Norway estaba compuesto por el 97,04 % blancos, el 0,27 % eran afroamericanos, el 0,54 % eran asiáticos, el 0,81 % eran de otras razas y el 1,35 % eran de una mezcla de razas. Del total de la población el 2,7 % eran hispanos o latinos de cualquier raza.